# 現代ぷろだくしょん
株式会社現代ぷろだくしょん（げんだいぷろだくしょん）は、日本に在する映画の製作・配給会社。自社製作作品の地方団体への貸与興行などを行っている。

## 概要
俳優集団からスタートした独立系製作会社であり、五社協定消滅後も独自の製作・配給活動を続けてきた古参小規模映画会社のひとつ。
製作された作品には、社会に対して強いメッセージを訴えるタイプのものが多い。上映は全国公開や、大学(地方の教育機関れを介して市民会館や小ホールなどにて、一日単位で公開される事が多いまた、教育委員会や大学（地方の教育機関）を介して市民会館や町内の集会場などにて1日単位から1週間程度の短期間で公開される事も多い。
少数ではあるが、アニメーション映画の企画・製作も行っている。

### スタッフ
山田典吾（やまだ てんご 1916年5月28日 - 1998年5月14日）
プロデューサー、映画監督、脚本家。現代ぷろだくしょん初代代表取締役。
元東宝社員。日本大学卒。東宝砧撮影所芸能部長を務め1951年に独立し、現代ぷろだくしょんを創設する。
アニメーション作品『キムの十字架』まで現代ぷろだくしょん作品において監督を務める。
山田火砂子（やまだ ひさこ、本名・山田久子（読み同じ）1932年1月23日 - 2025年1月13日）
プロデューサー、映画監督、脚本家、女優。現代ぷろだくしょん現代表取締役。
戦後、女性バンド「ウエスタン・ローズ」の一員として活動後、舞台女優となり現代ぷろだくしょんへ。
先代取締役である山田典吾の妻。アニメーション作品『エンジェルがとんだ日』よりプロデュース業と監督業を兼務。

## 沿革
- 1951年（昭和26年） 山田典吾を代表取締役とし、山村聰、森雅之、夏川静枝を中心に俳優集団を旗揚げ。後に五社協定違反となった三國連太郎も一時的に参加し、現代ぷろだくしょんの基礎となる。現代ぷろだくしょんではこれをもって会社創立としている。
- 1955年（昭和30年） の 正木ひろしのベストセラー「裁判官―人の命は権力で奪えるものか」（カッパ・ブックス、八海事件の弁護体験に基づいたルポルタージュ）を原作とする『真昼の暗黒』の製作を山田典吾が立案[2]。今井正を監督に迎え、橋本忍に依頼して冤罪審理中の裁判（八海事件）に基づいたフィクション仕立てのシナリオを作成した[2]。シナリオは映画倫理委員会（映倫）の事前チェックを受け、製作に着手する。山田と今井は「真相は不明」という形での結末にする構想だったが、橋本は「はっきりと、『絶対に無罪』という線で行きたい」と述べたため、二人も「有罪だったら映画はもう作らない」という覚悟でそれを受け入れた[2]。最高裁判所からの圧力も受けたが、1956年に公開された映画は大ヒットした[3]。
- 1963年（昭和38年） 山田典吾が監督として『日本海の歌』のメガホンを取る。
- 1974年（昭和49年） 山田火砂子（山田久子）が『太陽の詩』より製作協力者として作品製作に参画。後にプロデューサーに昇格。以降「火砂子がプロデュース・典吾が監督」という現代ぷろだくしょんの製作体制が整う。
- 1996年（平成8年） 山田火砂子が監督としてアニメーション作品『エンジェルがとんだ日』のメガホンを取る。
- 1998年（平成10年） 山田典吾、死去。以降、火砂子が監督も兼務する体制となる。
- 2004年（平成16年） 山田火砂子が監督として実写作品『石井のおとうさんありがとう』のメガホンを取る。

## 作風
上記のとおり、社会に対して強いメッセージを訴える社会派の作品が多く、当初は反劣悪労働や反戦、旧弊のしきたりへの非難などを取り扱った作品が多かった。
近年は代表を務める山田火砂子自身が社会福祉に強い関心を寄せていることから、近作のほとんどが障害者や孤児などの福祉クライアントや福祉施策の歴史を題材にしたものとなっている。そのため最近では「親の会」などの当事者団体や社会福祉法人、社会福祉学部を擁する私立大学などから支援を得て映画が製作されることが多く、製作された映画は各所で福祉教育のレジュメの一つとして活用されている。
この事から、近年制作の多くが文部省ないしは厚生労働省、全国PTA協議会など公的団体の推薦作品として推挙されている。

## おもな作品

### 実写映画
- 村八分
- 蟹工船
- 燃える上海
- 芸者秀駒
- 真昼の暗黒
- 夜の鼓
- 太陽を射るもの
- 日本海の歌
- ベトナム平和への戦い
- ハンザキ大明神・ゴロスケの歌
- 太陽の詩
- はだしのゲン（実写版「無印」「涙の爆発」「PART3ヒロシマのたたかい」の3部作）
- 春男の翔んだ空
- 茗荷村見聞記
- 裸の大将放浪記 ～山下清物語～

山下清の人生を取り上げた作品。現代ぷろだくしょんの映画と一般映画の大きな違いを示す好例としてよく取り上げられる。小林桂樹主演による東宝製作の映画版や、関西テレビ放送製作のテレビドラマ版とは異なり、山下の一生を「流浪の天才画家・山下清の放浪の物語」ではなく「知的障害者・山下清と周囲の人たち（先生・家族）との物語」として真摯に取り上げて製作されている。そのためテレビドラマ版しか知らない人がこれを見ると（両作ともに芦屋雁之助主演ということもあって）そのギャップに驚愕する事もあるとされる。
- ユッコの贈り物 コスモスのように
- もうひとつの少年期
- 白い町ヒロシマ
- ママ、ごめんね ～アッコちゃんの日記～（1985年）
- 死線を越えて 賀川豊彦物語（1988年）

キリスト教的博愛主義による社会改良家（今で言う福祉事業者・労組結成マネージャー）である賀川豊彦の生涯を取り上げた作品。
- 石井のおとうさんありがとう（2004年）

日本最初の近代的な孤児院を設立し、児童福祉の父と呼ばれた石井十次の生涯を取り上げた作品。
- 筆子・その愛 -天使のピアノ-（2007年）

日本初の知的障害児施設「滝乃川学園」を創設し、障害児教育・福祉の先駆者と呼ばれた石井筆子の生涯を取り上げた作品。
- 大地の詩 -留岡幸助物語-（2011年）

明治時代、北海道・空知にある監獄での教誨師時代に少年犯罪と家庭環境との因果関係を見抜き、欧米の監獄事情研究を経て、東京の巣鴨と北海道の現遠軽町に家庭学校（現在に言う児童自立支援施設）を創立・運営した留岡幸助の生涯を取り上げた作品。
- 望郷の鐘（2015年）

日本の敗戦が濃厚となった東京大空襲後の昭和20年5月1日、長野県下伊那郡会地村から一年だけの約束で満州へ渡った満蒙開拓団の一員、住職・国民学校教諭・山本慈昭の物語。妻子と引き離されシベリア抑留を経て帰国後、遺骨収集、残留孤児達の日本帰国救済運動に注力。晩年娘との再会を果たす。原作：和田登。
- 母 小林多喜二の母の物語（2017年）

小林多喜二の母、小林セキを描いた作品。原作：三浦綾子『母』。
- 地の塩 山室軍平（2017年）

日本人初の救世軍士官（牧師）、山室軍平を描いた作品。
- 一粒の麦 荻野吟子の生涯（2019年）

日本初の女医、荻野吟子を描いた作品。
- われ弱ければ 矢嶋楫子伝（2022年）

初代女子学院院長を務めた矢嶋楫子を描いた作品。原作：三浦綾子。
- わたしのかあさん ―天使の詩―（2024年）

菊地澄子『わたしの母さん』を原作とする映画作品。

### アニメーション
- キムの十字架（1990年）
- エンジェルがとんだ日（1996年）

原作者でもある山田火砂子の初監督作品。
- よっちゃんのビー玉（1999年）
- 明日の希望（2013年）

10代に事故で右目両腕を失った高江常男が、数々の試練を経て、地元北海道赤平市で他の障がい者とともにクリーニング業光生舎 を立ち上げ、北海道の大手企業へと発展させていく実話を題材としたアニメーション映画。